# Армійська група фон Клейст
Армійська група фон Клейст (нім. Armeegruppe von Kleist) — оперативне об'єднання Вермахту, армійська група в роки Другої світової війни.

## Райони бойових дій
- СРСР (південний напрямок) (січень — травень 1942).

## Командування

### Командувачі
- генерал-полковник Евальд фон Клейст (нім. Ewald von Kleist) (січень — травень 1942).

## Бойовий склад армійської групи фон Клейст
Формування управління, забезпечення та підтримки
- 311-те головне артилерійське командування (Höherer Arko 311);
- 531-ша комендатура тилу (Korück 531);
- 1-й полк зв'язку танкової армії (Panzer-Armee-Nachrichten-Regiment 1);
- 1-ше танкове армійське управління постачання (Panzer-Armee-Nachschubführer 1).

- 17-та армія (17. Armee);
- 1-ша танкова армія (1.Panzerarmee);
- 3-й моторизований корпус (III. Armeekorps (mot).